# Erzweiler

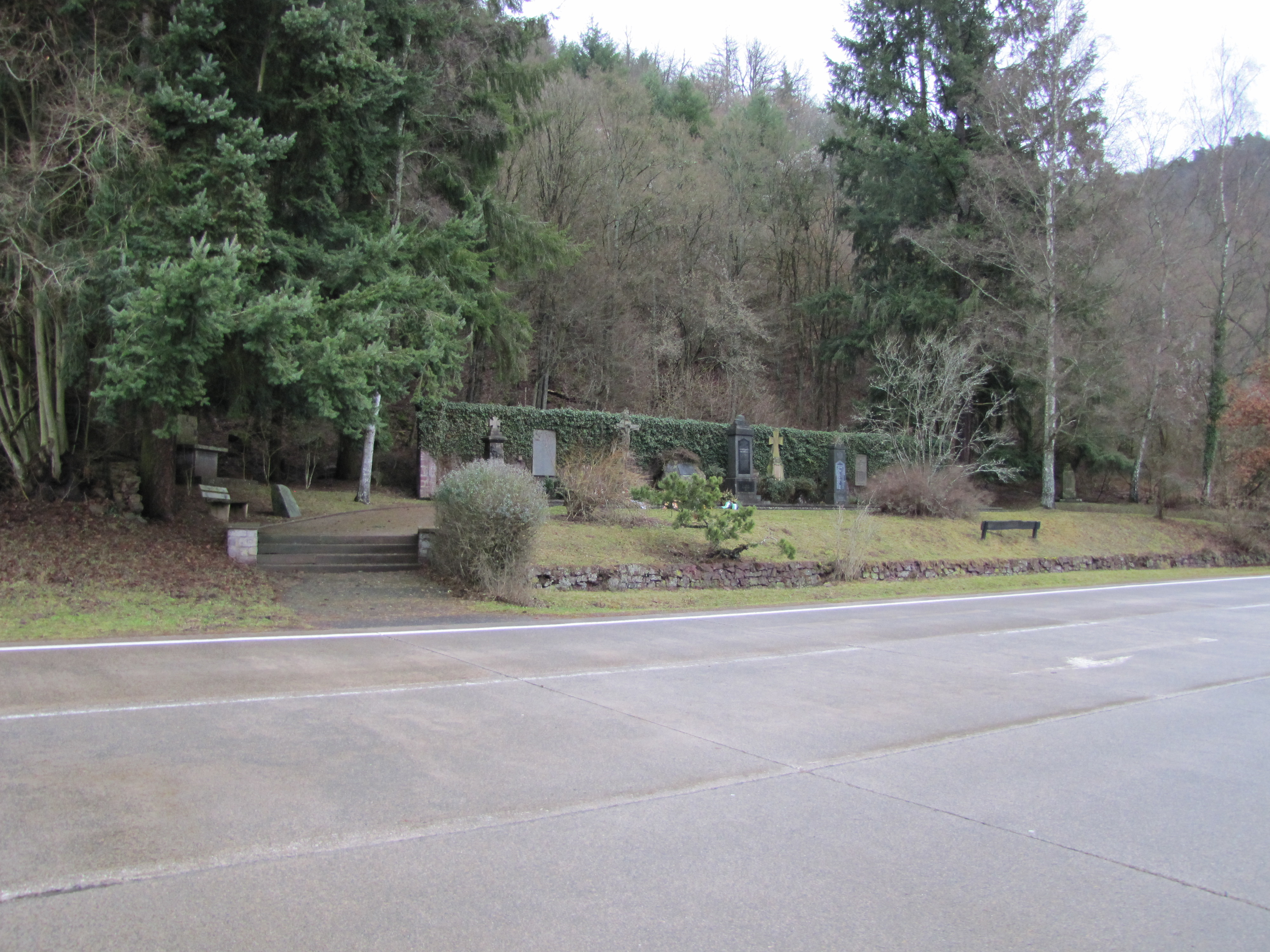
Ehrenhain Erzweiler

Erzweiler ist eine Wüstung am südlichen Rand des Truppenübungsplatzes Baumholder. Die Wüstung liegt unmittelbar an der L 169, die als einzige öffentliche Straße über den Truppenübungsplatz führt und Niederalben mit Baumholder verbindet, die ehemalige Gemarkung gehört seit 1994 zur Stadt Baumholder.
Erzweiler lag entlang der Totenalb, die den zum Herzogtum Zweibrücken gehörenden Ort teilte: die links (westlich) der Totenalb liegenden Häuser gehörten zum Amt und Kirchspiel Baumholder; die rechts (östlich) der Totenalb liegenden Häuser zu dem Amt und Kirchspiel Ulmet. Von 1737 bis 1817 war der gesamte Ort der Kirche von Ulmet zugeordnet, danach der Pfarrerei Niederalben. Seit der französischen Zeit gehörte die Gemeinde Erzweiler politisch zu Baumholder.
Der Ort hatte 1933 noch 618 Einwohner, die Einwohnerzahl sank bis 1939 auf 353. Erst 1942 wurde Erzweiler in den Truppenübungsplatz Baumholder integriert, blieb aber weiterhin bewohnt. Die verbliebene Bevölkerung gab den Ort 1974 auf und wurde umgesiedelt. Die Gebäude wurden abgetragen und eingeebnet. Erhalten blieben die 1957 erbaute Kirche. Am ehemaligen Ortsausgang in Richtung Niederalben befindet sich der 1957 angelegte „Kriegerehrenhain“, auf dem die Kriegerdenkmale der wegen des Truppenübungsplatzes aufgelösten Gemeinden zusammengetragen wurden. Der benachbarte Friedhof mit der Leichenhalle wurde eingeebnet. Das Gelände ist öffentlich zugänglich, unmittelbar davor befindet sich ein Parkplatz.
Vermutlich aus dem 14. Jahrhundert stammt ein an der Kanzel der Kirche vermauertes Fragment eines Reliefs in rotem Sandstein, das wahrscheinlich ein Teil des Sakramenthäuschens der Kirche von Wieselbach war. In der Kirche befindet sich noch ein Grabstein von 1819, der wohl von dem ersten Begräbnis am 28. Mai 1819 auf dem früheren Friedhof von Erzweiler stammte. Auf dem ehemaligen Friedhof waren noch mehrere Grabsteine und ein neugotisches Kruzifix aus gelben Sandstein (18. Jahrhundert) erhalten.
Quecksilberbergbau ist in Erzweiler seit 1571 nachweisbar, doch war die Ergiebigkeit gering und der Bergbau wurde im späten 18. Jahrhundert wieder eingestellt.
Eine Einöde namens Erzweilerhof lag ebenfalls auf dem heutigen Truppenübungsplatz und wurde bereits 1964 geräumt.